# جاناتان لیپنیکی
جاناتان لیپنیکی (انگلیسی: Jonathan Lipnicki؛ زادهٔ ۲۲ اکتبر ۱۹۹۰) یک هنرپیشه اهل ایالات متحده آمریکا است. وی از سال ۱۹۹۵ میلادی تاکنون مشغول فعالیت بوده‌است.
از فیلم‌هایی که وی در آن نقش داشته است، می‌توان به خون‌آشام کوچک، جری مگوایر، دکتر دولیتل، استوارت کوچولو و مانند مایک اشاره کرد.